# Vòng đấu loại trực tiếp UEFA Europa League 2023–24
Vòng đấu loại trực tiếp UEFA Europa League 2023–24 bắt đầu vào ngày 15 tháng 2 với vòng play-off đấu loại trực tiếp và kết thúc vào ngày 22 tháng 5 năm 2024 với trận chung kết tại Sân vận động Aviva ở Dublin, Cộng hòa Ireland để xác định đội vô địch của UEFA Europa League 2023–24. Có tổng cộng 24 đội thi đấu ở vòng đấu loại trực tiếp.
Thời gian là CET/CEST, do UEFA liệt kê (giờ địa phương, nếu khác nhau thì nằm trong ngoặc đơn).

## Các đội lọt vào
Vòng đấu loại trực tiếp bao gồm 24 đội: 16 đội lọt vào với tư cách là đội nhất và nhì của mỗi bảng trong số tám bảng ở vòng bảng và tám đội đứng thứ ba từ vòng bảng Champions League.

### Các đội nhất và nhì vòng bảng Europa League
| Bảng | Đội nhất (đi tiếp vào vòng 16 đội và được xếp vào nhóm hạt giống ở lễ bốc thăm) | Đội nhì (đi tiếp vào vòng play-off đấu loại trực tiếp và được xếp vào nhóm hạt giống ở lễ bốc thăm) |
| ---- | ------------------------------------------------------------------------------- | --------------------------------------------------------------------------------------------------- |
| A    | West Ham United                                                                 | SC Freiburg                                                                                         |
| B    | Brighton & Hove Albion                                                          | Marseille                                                                                           |
| C    | Rangers                                                                         | Sparta Prague                                                                                       |
| D    | Atalanta                                                                        | Sporting CP                                                                                         |
| E    | Liverpool                                                                       | Toulouse                                                                                            |
| F    | Villarreal                                                                      | Rennes                                                                                              |
| G    | Slavia Prague                                                                   | Roma                                                                                                |
| H    | Bayer Leverkusen                                                                | Qarabağ                                                                                             |

### Các đội đứng thứ ba vòng bảng Champions League
| Bảng | Đội đứng thứ ba (đi tiếp vào vòng play-off đấu loại trực tiếp và được xếp vào nhóm không hạt giống ở lễ bốc thăm) |
| ---- | --- |
| A    | Galatasaray |
| B    | Lens |
| C    | Braga |
| D    | Benfica |
| E    | Feyenoord |
| F    | Milan |
| G    | Young Boys |
| H    | Shakhtar Donetsk                                                                                                  |

## Nhánh đấu
|  |                                  |                                  |                                  |                                  |                                  |  |  |                        |                        |                  |                  |             |   |                     |                  |                  |           |           |          |          |   |         |         |         |         |         |  |  |           |           |           |
|  | Vòng play-off đấu loại trực tiếp | Vòng play-off đấu loại trực tiếp | Vòng play-off đấu loại trực tiếp | Vòng play-off đấu loại trực tiếp | Vòng play-off đấu loại trực tiếp |  |  | Vòng 16 đội            | Vòng 16 đội            | Vòng 16 đội      | Vòng 16 đội      | Vòng 16 đội |   |                     | Tứ kết           | Tứ kết           | Tứ kết    | Tứ kết    | Tứ kết   |          |   | Bán kết | Bán kết | Bán kết | Bán kết | Bán kết |  |  | Chung kết | Chung kết | Chung kết |
|  | Vòng play-off đấu loại trực tiếp | Vòng play-off đấu loại trực tiếp | Vòng play-off đấu loại trực tiếp | Vòng play-off đấu loại trực tiếp | Vòng play-off đấu loại trực tiếp |  |  | Vòng 16 đội            | Vòng 16 đội            | Vòng 16 đội      | Vòng 16 đội      | Vòng 16 đội |   |                     | Tứ kết           | Tứ kết           | Tứ kết    | Tứ kết    | Tứ kết   |          |   | Bán kết | Bán kết | Bán kết | Bán kết | Bán kết |  |  | Chung kết | Chung kết | Chung kết |
|  |                                  |                                  |                                  |                                  |                                  |  |  |                        |                        |                  |                  |             |   |                     |                  |                  |           |           |          |          |   |         |         |         |         |         |  |  |           |           |           |
|  |                                  |                                  |                                  |                                  |                                  |  |  |                        |                        |                  |                  |             |   |                     |                  |                  |           |           |          |          |   |         |         |         |         |         |  |  |           |           |           |
|  |                                  |                                  |                                  |                                  |                                  |  |  | Benfica                | Benfica                | 2                | 1                | 3           |   |                     |                  |                  |           |           |          |          |   |         |         |         |         |         |  |  |           |           |           |
|  |                                  |                                  |                                  |                                  |                                  |  |  |                        |                        | 2                | 1                | 3           |   |                     |                  |                  |           |           |          |          |   |         |         |         |         |         |  |  |           |           |           |
|  | Benfica                          | Benfica                          | 2                                | 0                                | 2                                |  |  | Rangers                | Rangers                | 2                | 0                | 2           |   |                     |                  |                  |           |           |          |          |   |         |         |         |         |         |  |  |           |           |           |
|  | Benfica                          | Benfica                          | 2                                | 0                                | 2                                |  |  | Rangers                | Rangers                | 2                | 0                | 2           |   |                     | Benfica          | Benfica          | 2         | 0         | 2 (2)    |          |   |         |         |         |         |         |  |  |           |           |           |
|  | Toulouse                         | Toulouse                         | 1                                | 0                                | 1                                |  |  |                        |                        |                  |                  |             |   |                     | Benfica          | Benfica          | 2         | 0         | 2 (2)    |          |   |         |         |         |         |         |  |  |           |           |           |
|  | Toulouse                         | Toulouse                         | 1                                | 0                                | 1                                |  |  |                        |                        | Marseille (p)    | Marseille (p)    | 1           | 1 | 2 (4)               |                  |                  |           |           |          |          |   |         |         |         |         |         |  |  |           |           |           |
|  |                                  |                                  |                                  |                                  |                                  |  |  | Marseille              | Marseille              | Marseille (p)    | Marseille (p)    | 1           | 1 | 2 (4)               | 4                | 1                | 5         |           |          |          |   |         |         |         |         |         |  |  |           |           |           |
|  |                                  |                                  |                                  |                                  |                                  |  |  |                        |                        |                  |                  |             |   |                     |                  |                  | 5         |           |          |          |   |         |         |         |         |         |  |  |           |           |           |
|  | Shakhtar Donetsk                 | Shakhtar Donetsk                 | 2                                | 1                                | 3                                |  |  | Villarreal             | Villarreal             | 0                | 3                | 3           |   |                     |                  |                  |           |           |          |          |   |         |         |         |         |         |  |  |           |           |           |
|  | Shakhtar Donetsk                 | Shakhtar Donetsk                 | 2                                | 1                                | 3                                |  |  | Villarreal             | Villarreal             | 0                | 3                | 3           |   |                     |                  |                  | Marseille | Marseille | 1        | 0        | 1 |         |         |         |         |         |  |  |           |           |           |
|  | Marseille                        | Marseille                        | 2                                | 3                                | 5                                |  |  |                        |                        |                  |                  |             |   |                     |                  |                  |           |           |          | 0        | 1 |         |         |         |         |         |  |  |           |           |           |
|  | Marseille                        | Marseille                        | 2                                | 3                                | 5                                |  |  |                        |                        | Atalanta         | Atalanta         | 1           | 3 | 4                   |                  |                  |           |           |          |          |   |         |         |         |         |         |  |  |           |           |           |
|  |                                  |                                  |                                  |                                  |                                  |  |  | Sparta Prague          | Sparta Prague          | Atalanta         | Atalanta         | 1           | 3 | 4                   | 1                | 1                | 2         |           |          |          |   |         |         |         |         |         |  |  |           |           |           |
|  |                                  |                                  |                                  |                                  |                                  |  |  |                        |                        |                  |                  |             |   |                     |                  |                  | 2         |           |          |          |   |         |         |         |         |         |  |  |           |           |           |
|  | Galatasaray                      | Galatasaray                      | 3                                | 1                                | 4                                |  |  | Liverpool              | Liverpool              | 5                | 6                | 11          |   |                     |                  |                  |           |           |          |          |   |         |         |         |         |         |  |  |           |           |           |
|  | Galatasaray                      | Galatasaray                      | 3                                | 1                                | 4                                |  |  | Liverpool              | Liverpool              | 5                | 6                | 11          |   |                     | Liverpool        | Liverpool        | 0         | 1         | 1        |          |   |         |         |         |         |         |  |  |           |           |           |
|  | Sparta Prague                    | Sparta Prague                    | 2                                | 4                                | 6                                |  |  |                        |                        |                  |                  |             |   |                     | Liverpool        | Liverpool        | 0         | 1         | 1        |          |   |         |         |         |         |         |  |  |           |           |           |
|  | Sparta Prague                    | Sparta Prague                    | 2                                | 4                                | 6                                |  |  |                        |                        | Atalanta         | Atalanta         | 3           | 0 | 3                   |                  |                  |           |           |          |          |   |         |         |         |         |         |  |  |           |           |           |
|  |                                  |                                  |                                  |                                  |                                  |  |  | Sporting CP            | Sporting CP            | Atalanta         | Atalanta         | 3           | 0 | 3                   | 1                | 1                | 2         |           |          |          |   |         |         |         |         |         |  |  |           |           |           |
|  |                                  |                                  |                                  |                                  |                                  |  |  | Sporting CP            | Sporting CP            |                  |                  |             |   | 22 tháng 5 – Dublin | 1                | 1                | 2         |           |          |          |   |         |         |         |         |         |  |  |           |           |           |
|  | Young Boys                       | Young Boys                       | 1                                | 1                                | 2                                |  |  | Atalanta               | Atalanta               | 1                | 2                | 3           |   |                     |                  |                  |           |           |          |          |   |         |         |         |         |         |  |  |           |           |           |
|  | Young Boys                       | Young Boys                       | 1                                | 1                                | 2                                |  |  | Atalanta               | Atalanta               | 1                | 2                | 3           |   |                     |                  |                  |           |           | Atalanta | Atalanta | 3 |         |         |         |         |         |  |  |           |           |           |
|  | Sporting CP                      | Sporting CP                      | 3                                | 1                                | 4                                |  |  |                        |                        |                  |                  |             |   |                     |                  |                  |           |           |          |          |   |         |         |         |         |         |  |  |           |           |           |
|  | Sporting CP                      | Sporting CP                      | 3                                | 1                                | 4                                |  |  |                        |                        | Bayer Leverkusen | Bayer Leverkusen | 0           |   |                     |                  |                  |           |           |          |          |   |         |         |         |         |         |  |  |           |           |           |
|  |                                  |                                  |                                  |                                  |                                  |  |  | Milan                  | Milan                  | Bayer Leverkusen | Bayer Leverkusen | 0           | 4 | 3                   | 7                |                  |           |           |          |          |   |         |         |         |         |         |  |  |           |           |           |
|  |                                  |                                  |                                  |                                  |                                  |  |  |                        |                        |                  |                  |             | 4 | 3                   | 7                |                  |           |           |          |          |   |         |         |         |         |         |  |  |           |           |           |
|  | Milan                            | Milan                            | 3                                | 2                                | 5                                |  |  | Slavia Prague          | Slavia Prague          | 2                | 1                | 3           |   |                     |                  |                  |           |           |          |          |   |         |         |         |         |         |  |  |           |           |           |
|  | Milan                            | Milan                            | 3                                | 2                                | 5                                |  |  | Slavia Prague          | Slavia Prague          | 2                | 1                | 3           |   |                     | Milan            | Milan            | 0         | 1         | 1        |          |   |         |         |         |         |         |  |  |           |           |           |
|  | Rennes                           | Rennes                           | 0                                | 3                                | 3                                |  |  |                        |                        |                  |                  |             |   |                     | Milan            | Milan            | 0         | 1         | 1        |          |   |         |         |         |         |         |  |  |           |           |           |
|  | Rennes                           | Rennes                           | 0                                | 3                                | 3                                |  |  |                        |                        | Roma             | Roma             | 1           | 2 | 3                   |                  |                  |           |           |          |          |   |         |         |         |         |         |  |  |           |           |           |
|  |                                  |                                  |                                  |                                  |                                  |  |  | Roma                   | Roma                   | Roma             | Roma             | 1           | 2 | 3                   | 4                | 0                | 4         |           |          |          |   |         |         |         |         |         |  |  |           |           |           |
|  |                                  |                                  |                                  |                                  |                                  |  |  |                        |                        |                  |                  |             |   |                     |                  |                  | 4         |           |          |          |   |         |         |         |         |         |  |  |           |           |           |
|  | Feyenoord                        | Feyenoord                        | 1                                | 1                                | 2 (2)                            |  |  | Brighton & Hove Albion | Brighton & Hove Albion | 0                | 1                | 1           |   |                     |                  |                  |           |           |          |          |   |         |         |         |         |         |  |  |           |           |           |
|  | Feyenoord                        | Feyenoord                        | 1                                | 1                                | 2 (2)                            |  |  | Brighton & Hove Albion | Brighton & Hove Albion | 0                | 1                | 1           |   |                     |                  |                  | Roma      | Roma      | 0        | 2        | 2 |         |         |         |         |         |  |  |           |           |           |
|  | Roma (p)                         | Roma (p)                         | 1                                | 1                                | 2 (4)                            |  |  |                        |                        |                  |                  |             |   |                     |                  |                  |           |           |          | 2        | 2 |         |         |         |         |         |  |  |           |           |           |
|  | Roma (p)                         | Roma (p)                         | 1                                | 1                                | 2 (4)                            |  |  |                        |                        | Bayer Leverkusen | Bayer Leverkusen | 2           | 2 | 4                   |                  |                  |           |           |          |          |   |         |         |         |         |         |  |  |           |           |           |
|  |                                  |                                  |                                  |                                  |                                  |  |  | Qarabağ                | Qarabağ                | Bayer Leverkusen | Bayer Leverkusen | 2           | 2 | 4                   | 2                | 2                | 4         |           |          |          |   |         |         |         |         |         |  |  |           |           |           |
|  |                                  |                                  |                                  |                                  |                                  |  |  |                        |                        |                  |                  |             |   |                     |                  |                  | 4         |           |          |          |   |         |         |         |         |         |  |  |           |           |           |
|  | Braga                            | Braga                            | 2                                | 3                                | 5                                |  |  | Bayer Leverkusen       | Bayer Leverkusen       | 2                | 3                | 5           |   |                     |                  |                  |           |           |          |          |   |         |         |         |         |         |  |  |           |           |           |
|  | Braga                            | Braga                            | 2                                | 3                                | 5                                |  |  | Bayer Leverkusen       | Bayer Leverkusen       | 2                | 3                | 5           |   |                     | Bayer Leverkusen | Bayer Leverkusen | 2         | 1         | 3        |          |   |         |         |         |         |         |  |  |           |           |           |
|  | Qarabağ (s.h.p.)                 | Qarabağ (s.h.p.)                 | 4                                | 2                                | 6                                |  |  |                        |                        |                  |                  |             |   |                     | Bayer Leverkusen | Bayer Leverkusen | 2         | 1         | 3        |          |   |         |         |         |         |         |  |  |           |           |           |
|  | Qarabağ (s.h.p.)                 | Qarabağ (s.h.p.)                 | 4                                | 2                                | 6                                |  |  |                        |                        | West Ham United  | West Ham United  | 0           | 1 | 1                   |                  |                  |           |           |          |          |   |         |         |         |         |         |  |  |           |           |           |
|  |                                  |                                  |                                  |                                  |                                  |  |  | SC Freiburg            | SC Freiburg            | West Ham United  | West Ham United  | 0           | 1 | 1                   | 1                | 0                | 1         |           |          |          |   |         |         |         |         |         |  |  |           |           |           |
|  |                                  |                                  |                                  |                                  |                                  |  |  |                        |                        |                  |                  |             |   |                     | 1                | 0                | 1         |           |          |          |   |         |         |         |         |         |  |  |           |           |           |
|  | Lens                             | Lens                             | 0                                | 2                                | 2                                |  |  | West Ham United        | West Ham United        | 0                | 5                | 5           |   |                     |                  |                  |           |           |          |          |   |         |         |         |         |         |  |  |           |           |           |
|  | Lens                             | Lens                             | 0                                | 2                                | 2                                |  |  | West Ham United        | West Ham United        | 0                | 5                | 5           |   |                     |                  |                  |           |           |          |          |   |         |         |         |         |         |  |  |           |           |           |
|  | SC Freiburg (s.h.p.)             | SC Freiburg (s.h.p.)             | 0                                | 3                                | 3                                |  |  |                        |                        |                  |                  |             |   |                     |                  |                  |           |           |          |          |   |         |         |         |         |         |  |  |           |           |           |
|  | SC Freiburg (s.h.p.)             | SC Freiburg (s.h.p.)             | 0                                | 3                                | 3                                |  |  |                        |                        |                  |                  |             |   |                     |                  |                  |           |           |          |          |   |         |         |         |         |         |  |  |           |           |           |

## Vòng play-off đấu loại trực tiếp
Lễ bốc thăm cho vòng play-off đấu loại trực tiếp được tổ chức vào ngày 18 tháng 12 năm 2023, lúc 13:00 CET.

### Tóm tắt
Các trận lượt đi được diễn ra vào ngày 15 tháng 2, các trận lượt về được diễn ra vào ngày 22 tháng 2 năm 2024.
| Đội 1            | TTS         | Đội 2         | Lượt đi | Lượt về      |
| ---------------- | ----------- | ------------- | ------- | ------------ |
| Feyenoord        | 2–2 (2–4 p) | Roma          | 1–1     | 1–1 (s.h.p.) |
| Milan            | 5–3         | Rennes        | 3–0     | 2–3          |
| Lens             | 2–3         | SC Freiburg   | 0–0     | 2–3 (s.h.p.) |
| Young Boys       | 2–4         | Sporting CP   | 1–3     | 1–1          |
| Benfica          | 2–1         | Toulouse      | 2–1     | 0–0          |
| Braga            | 5–6         | Qarabağ       | 2–4     | 3–2 (s.h.p.) |
| Galatasaray      | 4–6         | Sparta Prague | 3–2     | 1–4          |
| Shakhtar Donetsk | 3–5         | Marseille     | 2–2     | 1–3          |

### Các trận đấu
| Feyenoord      | 1–1      | AS Roma      |
| -------------- | -------- | ------------ |
| - Paixão 45+1' | Chi tiết | - Lukaku 67' |

| AS Roma                                           | 1–1 (s.h.p.) | Feyenoord                               |
| ------------------------------------------------- | ------------ | --------------------------------------- |
| - Pellegrini 15'                                  | Chi tiết     | - Giménez 5'                            |
| Loạt sút luân lưu                                 |              |                                         |
| - Paredes - Lukaku - Cristante - Aouar - Zalewski | 4–2          | - Ueda - Hancko - Jahanbakhsh - Hartman |

Tổng tỷ số 2–2. Roma thắng 4–2 trên chấm luân lưu.
| AC Milan                           | 3–0      | Rennes |
| ---------------------------------- | -------- | ------ |
| - Loftus-Cheek 32', 47' - Leão 53' | Chi tiết |        |

| Rennes                                     | 3–2      | AC Milan               |
| ------------------------------------------ | -------- | ---------------------- |
| - Bourigeaud 11', 54' (ph.đ.), 68' (ph.đ.) | Chi tiết | - Jović 22' - Leão 58' |

Milan thắng với tổng tỷ số 5–3.
| Lens | 0–0      | SC Freiburg |
| ---- | -------- | ----------- |
|      | Chi tiết |             |

| SC Freiburg                           | 3–2 (s.h.p.) | Lens                     |
| ------------------------------------- | ------------ | ------------------------ |
| - Sallai 67', 90+2' - Gregoritsch 99' | Chi tiết     | - Costa 28' - Wahi 45+2' |

Freiburg thắng với tổng tỷ số 3–2.
| Young Boys    | 1–3      | Sporting CP                                             |
| ------------- | -------- | ------------------------------------------------------- |
| - Ugrinic 42' | Chi tiết | - Amenda 31' (l.n.) - Gyökeres 41' (ph.đ.) - Inácio 48' |

| Sporting CP    | 1–1      | Young Boys             |
| -------------- | -------- | ---------------------- |
| - Gyökeres 13' | Chi tiết | - Ganvoula 84' (ph.đ.) |

Sporting CP thắng với tổng tỷ số 4–2.
| Benfica                               | 2–1      | Toulouse     |
| ------------------------------------- | -------- | ------------ |
| - Di María 68' (ph.đ.), 90+8' (ph.đ.) | Chi tiết | - Desler 75' |

| Toulouse | 0–0      | Benfica |
| -------- | -------- | ------- |
|          | Chi tiết |         |

Benfica thắng với tổng tỷ số 2–1.
| Braga                                | 2–4      | Qarabağ                                                |
| ------------------------------------ | -------- | ------------------------------------------------------ |
| - Banza 44' - Moutinho 90+1' (ph.đ.) | Chi tiết | - Janković 21' (ph.đ.) - Zoubir 54', 69' - Juninho 65' |

| Qarabağ                                  | 2–3 (s.h.p.) | Braga                                            |
| ---------------------------------------- | ------------ | ------------------------------------------------ |
| - Matheus Silva 102' - Akhundzade 120+2' | Chi tiết     | - Fernandes 70' - Djaló 83' - Banza 115' (ph.đ.) |

Qarabağ thắng với tổng tỷ số 6–5.
| Galatasaray                                 | 3–2      | Sparta Prague               |
| ------------------------------------------- | -------- | --------------------------- |
| - Demirbay 19' - Mertens 61' - Icardi 90+1' | Chi tiết | - Preciado 47' - Kuchta 65' |

| Sparta Prague                                          | 4–1      | Galatasaray    |
| ------------------------------------------------------ | -------- | -------------- |
| - Preciado 8' - Tuci 74' - Haraslín 80' - Kuchta 90+6' | Chi tiết | - Bardakcı 16' |

Sparta Prague thắng với tổng tỷ số 6–4.
| Shakhtar Donetsk                   | 2–2      | Marseille                     |
| ---------------------------------- | -------- | ----------------------------- |
| - Matviyenko 68' - Eguinaldo 90+3' | Chi tiết | - Aubameyang 64' - Ndiaye 90' |

| Marseille                                   | 3–1      | Shakhtar Donetsk      |
| ------------------------------------------- | -------- | --------------------- |
| - Aubameyang 23' - Sarr 74' - Kondogbia 81' | Chi tiết | - Sudakov 12' (ph.đ.) |

Marseille thắng với tổng tỷ số 5–3.

## Vòng 16 đội
Lễ bốc thăm cho vòng 16 đội được tổ chức vào ngày 23 tháng 2 năm 2024, lúc 12:00 CET.

### Tóm tắt
Các trận lượt đi được diễn ra vào ngày 7 tháng 3, các trận lượt về được diễn ra vào ngày 14 tháng 3 năm 2024.
| Đội 1         | TTS  | Đội 2                  | Lượt đi | Lượt về |
| ------------- | ---- | ---------------------- | ------- | ------- |
| Sparta Prague | 2–11 | Liverpool              | 1–5     | 1–6     |
| Marseille     | 5–3  | Villarreal             | 4–0     | 1–3     |
| Roma          | 4–1  | Brighton & Hove Albion | 4–0     | 0–1     |
| Benfica       | 3–2  | Rangers                | 2–2     | 1–0     |
| SC Freiburg   | 1–5  | West Ham United        | 1–0     | 0–5     |
| Sporting CP   | 2–3  | Atalanta               | 1–1     | 1–2     |
| Milan         | 7–3  | Slavia Prague          | 4–2     | 3–1     |
| Qarabağ       | 4–5  | Bayer Leverkusen       | 2–2     | 2–3     |

### Các trận đấu
| Sparta Prague        | 1–5      | Liverpool                                                                  |
| -------------------- | -------- | -------------------------------------------------------------------------- |
| - Bradley 46' (l.n.) | Chi tiết | - Mac Allister 6' (ph.đ.) - Núñez 25', 45+3' - Díaz 53' - Szoboszlai 90+4' |

| Liverpool                                                           | 6–1      | Sparta Prague     |
| ------------------------------------------------------------------- | -------- | ----------------- |
| - Núñez 7' - Clark 8' - Salah 10' - Gakpo 14', 55' - Szoboszlai 48' | Chi tiết | - Birmančević 42' |

Liverpool thắng với tổng tỷ số 11–2.
| Marseille                                                          | 4–0      | Villarreal |
| ------------------------------------------------------------------ | -------- | ---------- |
| - Veretout 23' - Mosquera 28' (l.n.) - Aubameyang 42' (ph.đ.), 59' | Chi tiết |            |

| Villarreal                                | 3–1      | Marseille      |
| ----------------------------------------- | -------- | -------------- |
| - Capoue 32' - Sørloth 54' - Mosquera 85' | Chi tiết | - Clauss 90+4' |

Marseille thắng với tổng tỷ số 5–3.
| Roma                                                    | 4–0      | Brighton & Hove Albion |
| ------------------------------------------------------- | -------- | ---------------------- |
| - Dybala 13' - Lukaku 43' - Mancini 64' - Cristante 68' | Chi tiết |                        |

| Brighton & Hove Albion | 1–0      | Roma |
| ---------------------- | -------- | ---- |
| - Welbeck 37'          | Chi tiết |      |

Roma thắng với tổng tỷ số 4–1.
| Benfica                                       | 2–2      | Rangers                        |
| --------------------------------------------- | -------- | ------------------------------ |
| - Di María 45+2' (ph.đ.) - Goldson 67' (l.n.) | Chi tiết | - Lawrence 7' - Sterling 45+5' |

| Rangers | 0–1      | Benfica     |
| ------- | -------- | ----------- |
|         | Chi tiết | - Silva 66' |

Benfica thắng với tổng tỷ số 3–2.
| SC Freiburg       | 1–0      | West Ham United |
| ----------------- | -------- | --------------- |
| - Gregoritsch 81' | Chi tiết |                 |

| West Ham United                                           | 5–0      | SC Freiburg |
| --------------------------------------------------------- | -------- | ----------- |
| - Paquetá 9' - Bowen 32' - Cresswell 52' - Kudus 77', 85' | Chi tiết |             |

West Ham United thắng với tổng tỷ số 5–1.
| Sporting CP    | 1–1      | Atalanta       |
| -------------- | -------- | -------------- |
| - Paulinho 17' | Chi tiết | - Scamacca 39' |

| Atalanta                     | 2–1      | Sporting CP     |
| ---------------------------- | -------- | --------------- |
| - Lookman 46' - Scamacca 59' | Chi tiết | - Gonçalves 33' |

Atalanta thắng với tổng tỷ số 3–2.
| Milan                                                           | 4–2      | Slavia Prague               |
| --------------------------------------------------------------- | -------- | --------------------------- |
| - Giroud 34' - Reijnders 44' - Loftus-Cheek 45+1' - Pulisic 85' | Chi tiết | - Douděra 36' - Schranz 65' |

| Slavia Prague | 1–3      | Milan                                         |
| ------------- | -------- | --------------------------------------------- |
| - Jurásek 84' | Chi tiết | - Pulisic 33' - Loftus-Cheek 36' - Leão 45+6' |

Milan thắng với tổng tỷ số 7–3.
| Qarabağ                      | 2–2      | Bayer Leverkusen           |
| ---------------------------- | -------- | -------------------------- |
| - Benzia 26' - Juninho 45+2' | Chi tiết | - Wirtz 70' - Schick 90+2' |

| Bayer Leverkusen                     | 3–2      | Qarabağ                    |
| ------------------------------------ | -------- | -------------------------- |
| - Frimpong 72' - Schick 90+3', 90+8' | Chi tiết | - Zoubir 58' - Juninho 67' |

Bayer Leverkusen thắng với tổng tỷ số 5–4.

## Tứ kết
Lễ bốc thăm cho vòng tứ kết được tổ chức vào ngày 15 tháng 3 năm 2024, lúc 13:00 CET.

### Tóm tắt
Các trận lượt đi được diễn ra vào ngày 11 tháng 4, các trận lượt về được diễn ra vào ngày 18 tháng 4 năm 2024.
| Đội 1            | TTS         | Đội 2           | Lượt đi | Lượt về      |
| ---------------- | ----------- | --------------- | ------- | ------------ |
| Milan            | 1–3         | Roma            | 0–1     | 1–2          |
| Liverpool        | 1–3         | Atalanta        | 0–3     | 1–0          |
| Bayer Leverkusen | 3–1         | West Ham United | 2–0     | 1–1          |
| Benfica          | 2–2 (2–4 p) | Marseille       | 2–1     | 0–1 (s.h.p.) |

### Các trận đấu
| Milan | 0–1      | Roma          |
| ----- | -------- | ------------- |
|       | Chi tiết | - Mancini 17' |

| Roma                       | 2–1      | Milan        |
| -------------------------- | -------- | ------------ |
| - Mancini 12' - Dybala 22' | Chi tiết | - Gabbia 85' |

Roma thắng với tổng tỷ số 3–1.
| Liverpool | 0–3      | Atalanta                          |
| --------- | -------- | --------------------------------- |
|           | Chi tiết | - Scamacca 38', 60' - Pašalić 83' |

| Atalanta | 0–1      | Liverpool          |
| -------- | -------- | ------------------ |
|          | Chi tiết | - Salah 7' (ph.đ.) |

Atalanta thắng với tổng tỷ số 3–1.
| Bayer Leverkusen               | 2–0      | West Ham United |
| ------------------------------ | -------- | --------------- |
| - Hofmann 83' - Boniface 90+1' | Chi tiết |                 |

| West Ham United | 1–1      | Bayer Leverkusen |
| --------------- | -------- | ---------------- |
| - Antonio 13'   | Chi tiết | - Frimpong 89'   |

Bayer Leverkusen thắng với tổng tỷ số 3–1.
| Benfica                       | 2–1      | Marseille        |
| ----------------------------- | -------- | ---------------- |
| - R. Silva 16' - Di María 52' | Chi tiết | - Aubameyang 67' |

| Marseille                                      | 1–0 (s.h.p.) | Benfica                                  |
| ---------------------------------------------- | ------------ | ---------------------------------------- |
| - Moumbagna 79'                                | Chi tiết     |                                          |
| Loạt sút luân lưu                              |              |                                          |
| - Correa - Kondogbia - Balerdi - Luis Henrique | 4–2          | - Di María - Kökçü - Otamendi - A. Silva |

Tổng tỷ số 2–2. Marseille thắng 4–2 trên chấm luân lưu.

## Bán kết
Lễ bốc thăm cho vòng bán kết được tổ chức vào ngày 15 tháng 3 năm 2024, lúc 13:00 CET, sau khi bốc thăm tứ kết.

### Tóm tắt
Các trận lượt đi được diễn ra vào ngày 2 tháng 5, các trận lượt về được diễn ra vào ngày 9 tháng 5 năm 2024.
| Đội 1     | TTS | Đội 2            | Lượt đi | Lượt về |
| --------- | --- | ---------------- | ------- | ------- |
| Marseille | 1–4 | Atalanta         | 1–1     | 0–3     |
| Roma      | 2–4 | Bayer Leverkusen | 0–2     | 2–2     |

### Các trận đấu
| Marseille    | 1–1      | Atalanta       |
| ------------ | -------- | -------------- |
| - Mbemba 20' | Chi tiết | - Scamacca 11' |

| Atalanta                                  | 3–0      | Marseille |
| ----------------------------------------- | -------- | --------- |
| - Lookman 30' - Ruggeri 52' - Touré 90+5' | Chi tiết |           |

Atalanta thắng với tổng tỷ số 4–1
| Roma | 0–2      | Bayer Leverkusen          |
| ---- | -------- | ------------------------- |
|      | Chi tiết | - Wirtz 28' - Andrich 73' |

| Bayer Leverkusen                      | 2–2      | Roma                               |
| ------------------------------------- | -------- | ---------------------------------- |
| - Mancini 82' (l.n.) - Stanišić 90+7' | Chi tiết | - Paredes 43' (ph.đ.), 66' (ph.đ.) |

Bayer Leverkusen thắng với tổng tỷ số 4–2.

## Chung kết
Trận chung kết được diễn ra vào ngày 22 tháng 5 năm 2024 tại Sân vận động Aviva ở Dublin. Một lượt bốc thăm được tổ chức vào ngày 15 tháng 3 năm 2024, sau khi bốc thăm tứ kết và bán kết để xác định đội "nhà" vì mục đích hành chính.
| Atalanta              | 3–0      | Bayer Leverkusen |
| --------------------- | -------- | ---------------- |
| Lookman 12', 26', 75' | Chi tiết |                  |